# Her Dog-Gone Wedding
Her Dog-Gone Wedding è un cortometraggio muto del 1920 diretto da Harry Williams.

## Produzione
Il film - con il titolo di lavorazione His Wife's Caller - fu prodotto dalla Fox Film Corporation (come Sunshine Comedies).

## Distribuzione
Distribuito dalla Fox Film Corporation, il film - un cortometraggio in due bobine - uscì nelle sale cinematografiche USA il 6 dicembre 1920.